# Crawshay-Williams
Die Crawshay-Williams Ltd. war ein britischer Automobilhersteller in Ashtead (Surrey). 1904–1906 wurden dort Fahrzeuge der oberen Mittelklasse gefertigt.
Der 14 hp hatte einen Reihenvierzylindermotor mit 2,8 l Hubraum und war auf einem Chassis mit 2.718 mm Radstand aufgebaut.
Größer war der 20 hp, dessen Vierzylindermotor 4,1 l Hubraum besaß. Der Radstand des Wagens betrug 2.896 mm.
1907 war die Marke vom Markt wieder verschwunden.

## Modelle
| Modell | Bauzeitraum | Zylinder | Hubraum  | Radstand |
| ------ | ----------- | -------- | -------- | -------- |
| 14 hp  | 1904–1906   | 4 Reihe  | 2799 cm³ | 2718 mm  |
| 20 hp  | 1904–1906   | 4 Reihe  | 4084 cm³ | 2896 mm  |

## Quelle
- David Culshaw & Peter Horrobin: The Complete Catalogue of British Cars 1895–1975. Veloce Publishing plc. Dorchester (1999).  ISBN 1-874105-93-6